# Reformierte Kirche Susch

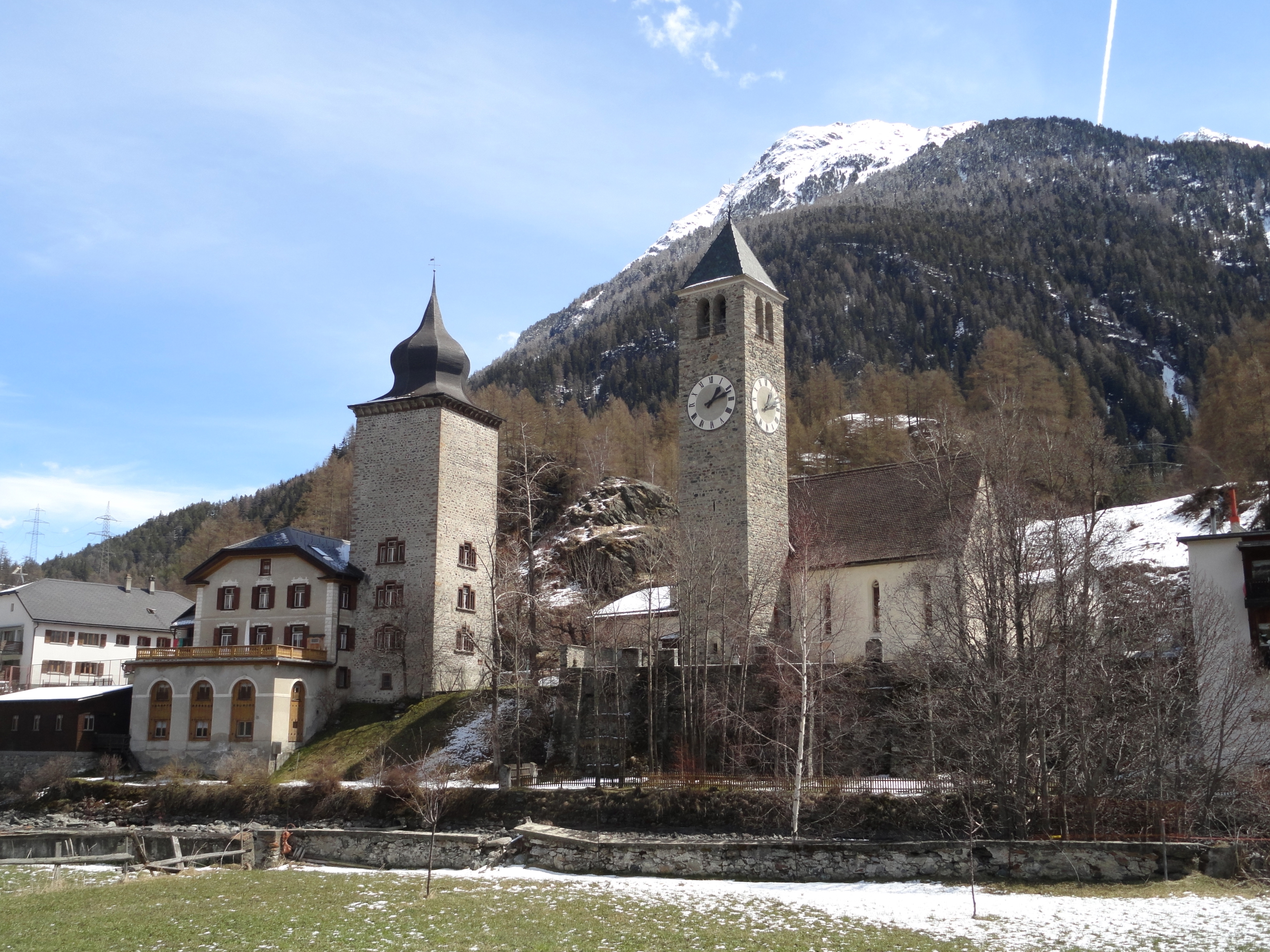
Rechts die Kirche von Susch, links der Plantaturm

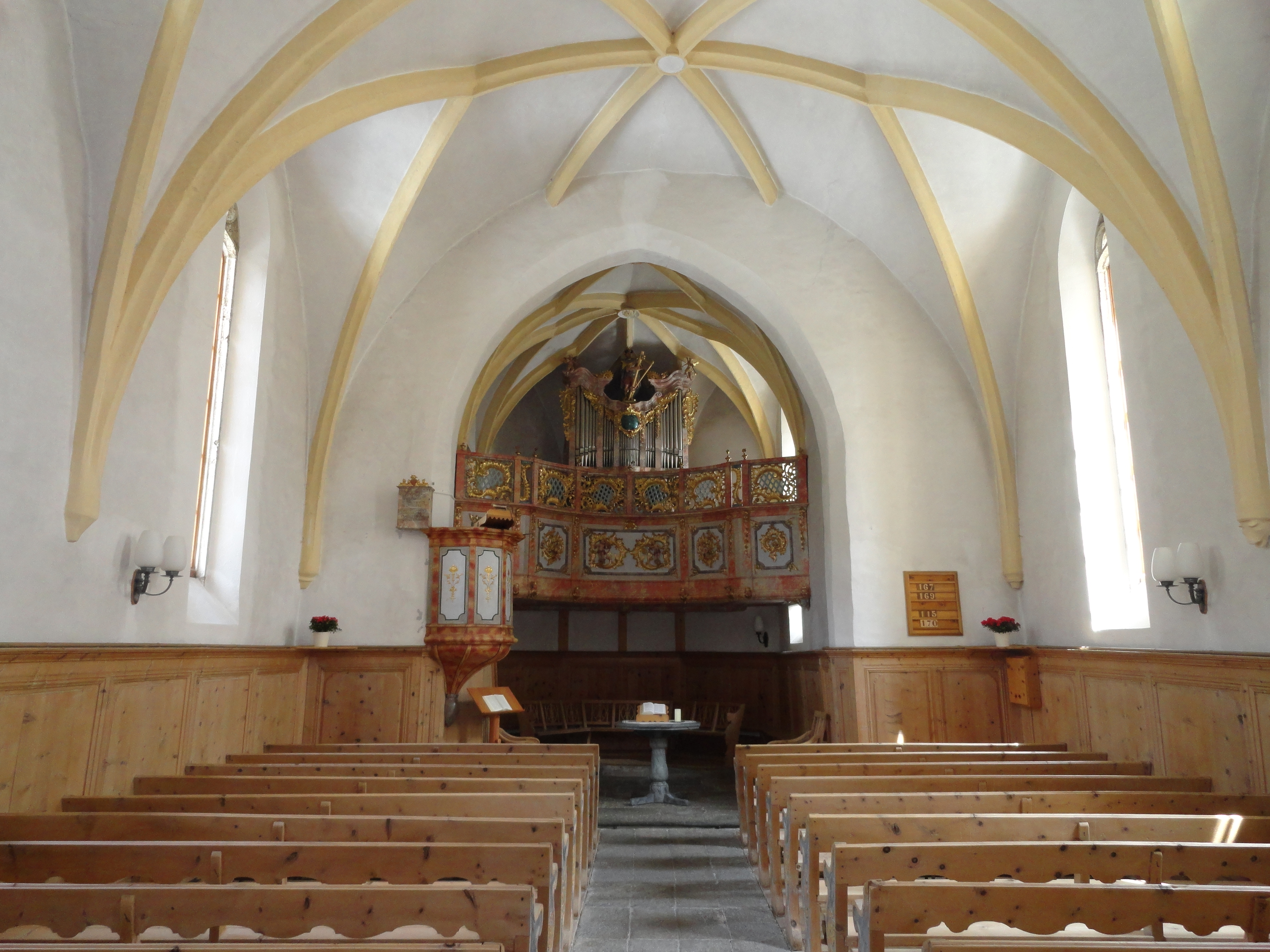
Innenansicht

Die reformierte Kirche San Jon (deutsch: St. Johann Baptist) in Susch im Unterengadin ist ein evangelisch-reformiertes Gotteshaus unter dem Denkmalschutz des Kantons Graubünden.

## Geschichte und Baugeschichte
Erste Erwähnung einer Kirche zu Susch im Jahr 1325 mit dem Patrozinium St. Johann Baptist (rätoromanisch: San Jon). Im heutigen Bestand ist aus romanischer Zeit noch der Turm vorhanden. Neubau der Kirche vorreformatorisch um 1515. Poeschel schreibt diesen Neubau - ohne Vorliegen von Steinmetzzeichen oder Inschriften, aber auf Grund der teilweise als Tierköpfe ausgearbeiteten Gewölbefänger und die als Tierkopf ausgebildete Konsole, wie diese sich in ähnlicher Weise auch in der Kirche St. Theodul (Davos) befinden - dem Conterser Meister zu. Bei einer Renovation von 1742 wurden die Fenster verändert, 1933 aber nach vorgefundenen Fragmenten wieder restauriert.
Bei der Renovation von 1933 wurden im Chor Teile der Bemalung aus der Erbauungszeit der spätgotischen Anlage freigelegt. Spuren liessen erkennen, dass die Wände bis ans Gewölbe bemalt waren. An der Ostwand des Schiffes kamen Reste einer lebensgrossen Figur zutage (der auferstandene Christus). An der Westwand Ranken mit Datum 1742. Erhalten wurde nur die Profilfigur im Chor, das Übrige wieder übertüncht. Im Jahr 2017 wurde das Innere der Kirche sanft restauriert.
Zum Jahreswechsel 1537/38 und 1544 fanden in der Kirche die Suscher Disputationen (Religionsgespräche) statt. 2015 fanden grössere Feierlichkeiten zum 500-Jahr-Jubiläum der Kirche statt.

## Äusseres

### Gestaltung
Das Äussere der Kirche ist ungegliedert. Rundbogiges Portal mit Steingewände von ca. 1780. Steiles Satteldach.

### Turm
An der Nordseite des Chores und ohne Verband mit der Kirche. Das Erdgeschoss barg früher wohl die Sakristei. Gekuppelte Schallfenster mit neueren, gemauerten Teilpfeilern. Zeltdach mit Blecheindeckung, in der ursprünglichen Form (ehemals Steinplatten).

### Glocken

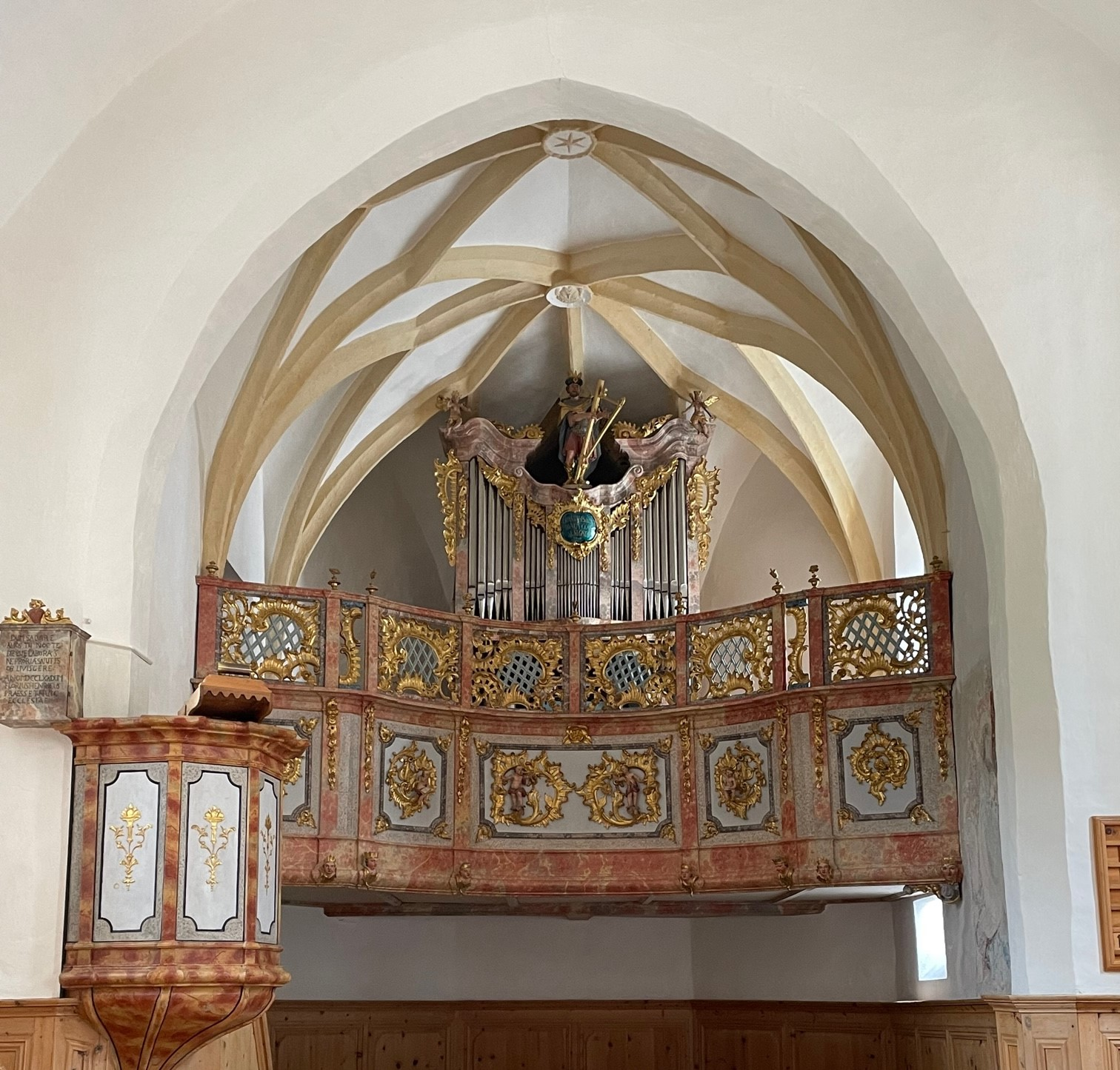
Orgel der Kirche Susch mit dem um 1765 entstandenen Rokoko-Orgelprospekt

In der Glockenstube hängen vier elektrisch angetriebene Glocken mit den Durchmessern 150 cm, 120 cm, 102 cm, 89,5 cm, Einzelgewichten zwischen 2 Tonnen und 424 kg und einem Gesamtgewicht von 4028 kg. Das Geläute 4-stimmige Geläute von Susch ist damit - nach der reformierten Dorfkirche St. Moritz, Kirche Sent, Kirche Zernez und der Kirche Scuol - das fünftschwerste Geläute im Engadin. Gegossen wurden diese vier Glocken 1932 von der Firma Rüetschi AG, Aarau unter Mitverwendung des Bronzematerials der beiden Vorgängerglocken mit Durchmesser 127 cm und 97 cm.
Die Vorgängerglocken waren:
1. Durchmesser 127 cm. Inschrift: "OSSANA . HEIS . ICH . JORG . SELOS . GOSS . MICH . ANNO . DOMINI . 1522 HOC CONTRA SI(G)NUM † NUL(L)UM EST PERICULUM". Bilder: Muttergottes und Kreuzigung.
2. Durchmesser 97 cm. Inschrift: "O . REX . GLORIE . XPE . VENI . NOBIS . CUM . PACE . HANS . HEIJ . ISEN . VON . LESCH . ANNA (!) . DOMINI . NE (statt ein) . DOSIG . CCCC . UND . IM . LXVIIII (1469)". Relief: Muttergottes mit zwei Heiligen und einem Engel.
3. Durchmesser 59,3 cm - Höhe bis zur Haube 53 cm. Die Wandung ist horizontal geteilt durch vier Reifen, die - wie die Inschrift - durch Aufsetzen von Wachsfäden auf das Modell hergestellt wurden. Die Inschrift am Hals zwischen den obersten Reifen ist vermutlich "campana ista fusa est", zuvor (möglicherweise) Meisterinitiale und Ornament. Die Schriftart und die Wachstechnik würde eine Datierung ins 12. Jahrhundert gestatten; die verhältnismässig niedrig gehaltene Haube und die grosse Ausladung des Schlagringes eher für eine Entstehung im ersten Viertel oder in der Mitte des 13. Jahrhunderts. Weitere Details siehe nachstehend.

Die Glocke Nr. 3 gehört - zusammen mit der Glocke im Joch der Kapelle S. Lucio in San Vittore GR und der Glocke im Turm der Victorskapelle in Igels (GR) - zu den drei ältesten Glocken im Kanton Graubünden und ist damit auch die älteste Glocke im Engadin. Die kleine Glocke von Susch hat eine, romanischen Glocken eigentümliche, längliche Gestalt mit kuppelförmiger Haube, die ohne ausgesprochen Knickung weich in die Flanke übergeht. Diese Glocken werden auf Grund der Form auch Zuckerhutglocke genannt. Am Hals trägt die Glocke Lettern, deren Bedeutung noch nicht befriedigen enträtselt ist, sowie ein Fadenkreuz mit spiralförmig aufgerollten Enden. Diese Verzierung erreichte man durch das Auflegen von Wachsfäden auf das Hemd der Glockengussform. Das Profil der Glocke und diese Schmucktechnik lassen eine Entstehungszeit der Glocke im ersten Viertel des 13. Jahrhunderts annehmen.
In den 1930er Jahren kam diese historisch bedeutende Glocke ins Rätisches Museum in Chur und verschwand dort in einem Magazin. Auf Bestreben der Gemeinde Susch kam die Glocke 1987 zurück und fand ihren Platz im Chor der Kirche. 2010 sorgten Glockendiebe in Graubünden für Verunsicherung. Aus Angst vor einem Diebstahl brachten die Verantwortlichen der Gemeinde Susch die Glocke vorübergehend 'an einen sicheren Ort'. Schweizer Radio und Fernsehen berichteten darüber. Inzwischen ist die Glocke – gut sichtbar vom Friedhof her – in einer mit Glas gesicherten Turmnische, platziert.

## Inneres

### Gestaltung
Der geostete (eigentlich: Nordost), dreiseitig geschlossene Chor der spätgotischen Anlage ist aus der Achse des Schiffs leicht nordwärts abgedreht. Er trägt ein zweijochiges Sterngewölbe, dessen einfach gekehlten Rippen aus Konsolenstümpfen mit geschraubten Enden steigen. Zwei runde Schlusssteine, der eine mit Stern, der andere mit dem Haupt Christi in Flachrelief. In der Nordseite die stichbogige Türe zum Turm. Der Chorbogen spitz und gefasst. Über dem Schiff ein dreijochiges Sterngewölbe auf Konsolenstümpfen, von denen einer in Form eines Tierkopfes ausgebildet ist, während die anderen Schrauben- und Flechtmuster zeigen. Die Spitzbogenfenster mit Fischblasenmasswerk sowie der Oculus mit Dreipass (Westseite) sind Rekonstruktionen von 1933. Die konkav geschweifte Brüstung der Orgelempore aus dem Jahr 1765 ist mit zierlichen Rokokomotiven geschmückt: Rocaillen und Putten, vergoldet auf weissem Grund, die Rahmen marmoriert. Als oberer Abschluss ein Holzgitter mit gleichfalls vergoldeten Rocaillen. Die Westempore gleichfalls konkav geschweift und marmoriert, jedoch mit vergoldeten Louis-XVI-Motiven (Vasen, Tücher) dekoriert; um 1790.

### Wandmalerei
An der Südwand drei lebensgrosse Figuren. Links Teile einer Gestalt mit Krückenstock (Judas Thaddäus?), daneben ein Heiliger mit Keule (Bartholomäus), der von einem ins Profil gestellten, gleichfalls nimbierten Graubärtigen ein Buch entgegennimmt. Den Hintergrund bildet eine lilagraue Quadermauer und ein darüber hängender, roter Teppich. Die Gewänder sind in den an den 'Parallelfaltenstil' erinnernden Kurvenlinien schwungvoll gezeichnet. Es dürfte sich um ein Fragmente eines Zyklus der disputierenden Apostel handeln, einer santa conversazione in paarweiser Anordnung. Die Aushändigung der Bibel – als Gegenstand des Disputes – ist ein selbständiges Motiv der Darstellung.

### Kanzel
Marmorierter Polygonkorpus, die weiss gestrichenen Füllungen belegt mit vergoldeten klassizistischen Ornamenten. Das Bibelkästchen datiert 1770. Die Kanzel selbst wohl jünger (um 1790). Die Chorbänke stammen aus der Zeit um 1830 und 1850.

### Grabtafeln
Im Innern der Kirche eine Bodenplatte aus weissem Marmor mit dem Allianzwappen Planta und Rombella. 13-zeiliger Inschrift für Stasia Planta, Tochter des Joh. von Planta und seiner Ehefrau Anna, geb. Rombella, † 28. Februar 1766. Weitere Epitaphe auf dem Friedhof und an der Friedhofsmauer.

### Orgel
Die Orgel auf der kunstvollen Orgelempore im Chor der Kirche, steht unter eidgenössischem und kantonalen Denkmalschutz. Sie gilt als die schönste Rokoko-Orgel Graubündens. Über der Mitte des Orgelprospekts thront König David mit der Harfe, über den Türmen Engel mit Posaunen. Die Orgel – erbaut um 1765 – stammt möglicherweise vom Tiroler Orgelbauer Joh. Anton Fuchs II. (* 1737 in Mills b. Hall - † 1796 in Innsbruck), Sohn von Anton Fuchs I (1711-1794). Der Grossteil des Pfeifenmaterials und das prächtige Rokoko-Gehäuse stammt noch aus der Zeit um 1765. Das Instrument wurde im 19. Jahrhundert umgebaut und 1903 durch Jakob Metzler, Felsberg – unter gleichzeitigen Verlängerung der verkürzten Oktave – wieder in den vorherigen Zustand versetzt. 1974 wird die Orgel durch Metzler Orgelbau restauriert bzw. rekonstruiert. Heutige Disposition: Ein Manual (C-f'''), Pedal (C-d'), 8 Register mit 1' Mixtur (Oktavrepetition auf c' und c''). Feste Pedalkoppel. Schleifladen, mechanische Traktur.

## Kirchliche Organisation
Susch gehörte ursprünglich zum Sprengel Ardez und wurde schon 1325 zur Pfarrei erhoben. Zu dieser Pfarrei gehörte bis 1422 auch Lavin. Bereits 1526 lebten in Susch "Evangelische", welche über den Flüelapass mit dem protestantischen Davos verbunden waren. Nach 1528 besuchten einzelne Familien die katholische Messe nicht mehr. Mit fortschreitender Zeit wuchs der Anteil der protestantischen Bevölkerung. Nach einer Abstimmung trat Susch 1550 unter Caspar und Durich Chiampell zum evangelischen Glauben über. Erster Pfarrer von 1550-1570 war Durich Chiampell. Während der Gegenreformation wurden die evangelischen Gottesdienste vorübergehend verboten und Kapuzinermönche eingesetzt. Ab 1883 bildeten die reformierten Kirchgemeinden Susch und Zernez/Brail eine Pastorationsgemeinschaft. Seit 2016 gehört Susch (gemeinsam mit den Ortschaften Brail, Lavin und Zernez) zur reformierten Kirchgemeinde Zernez innerhalb der evangelisch-reformierten Landeskirche Graubünden.

## Galerie

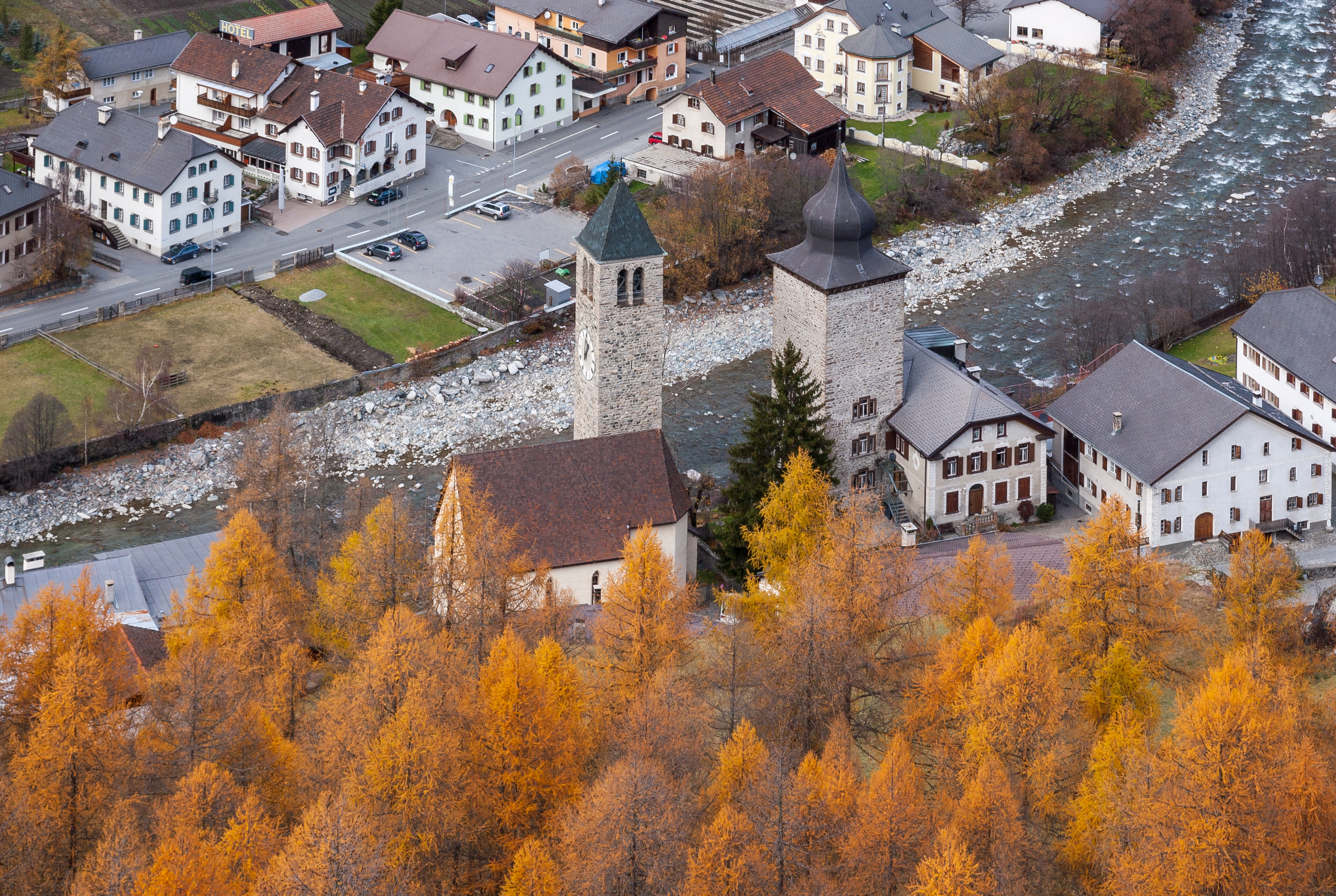
Reformierte Kirche Susch und Tuor Planta
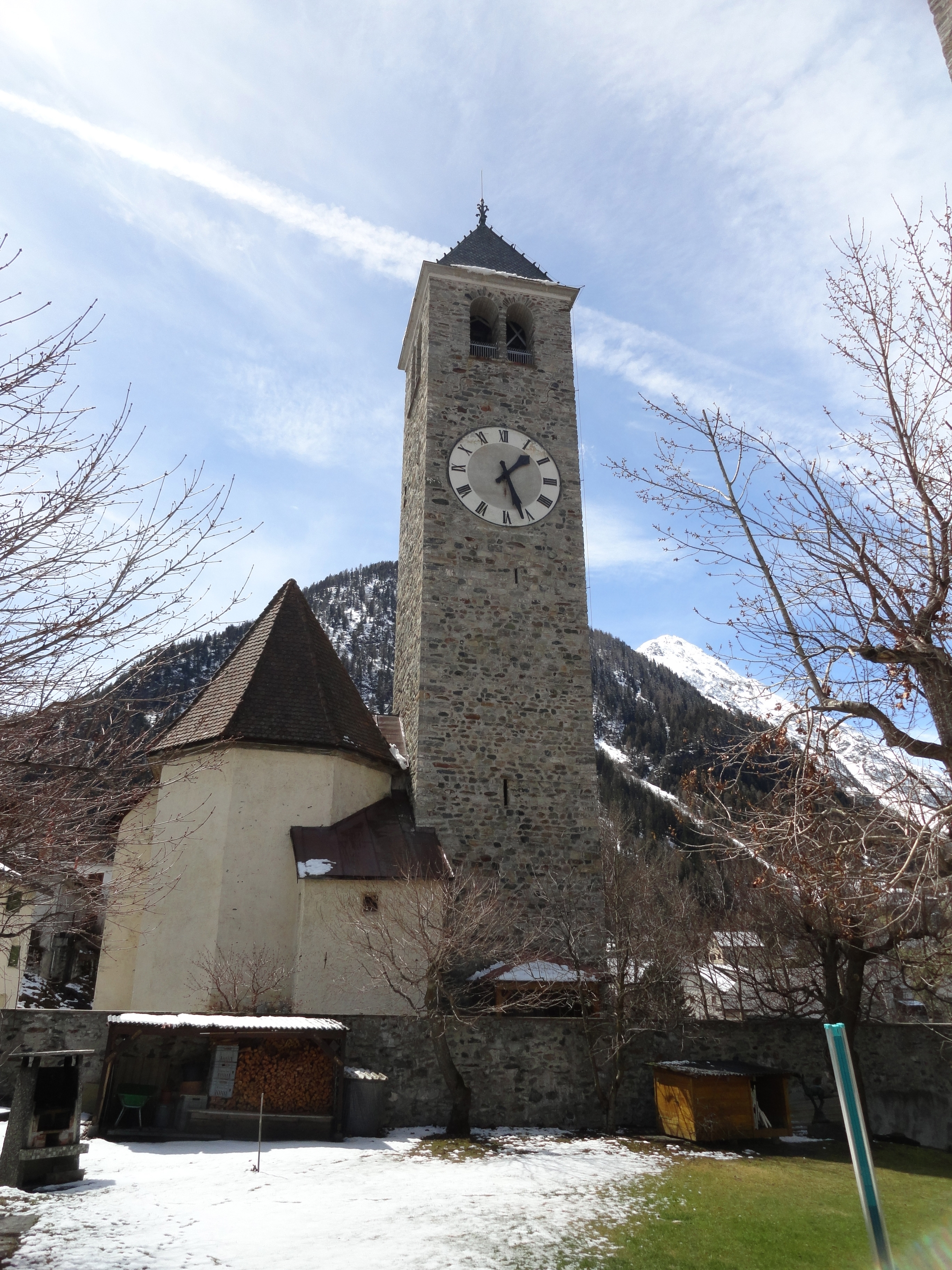
Ansicht von Osten
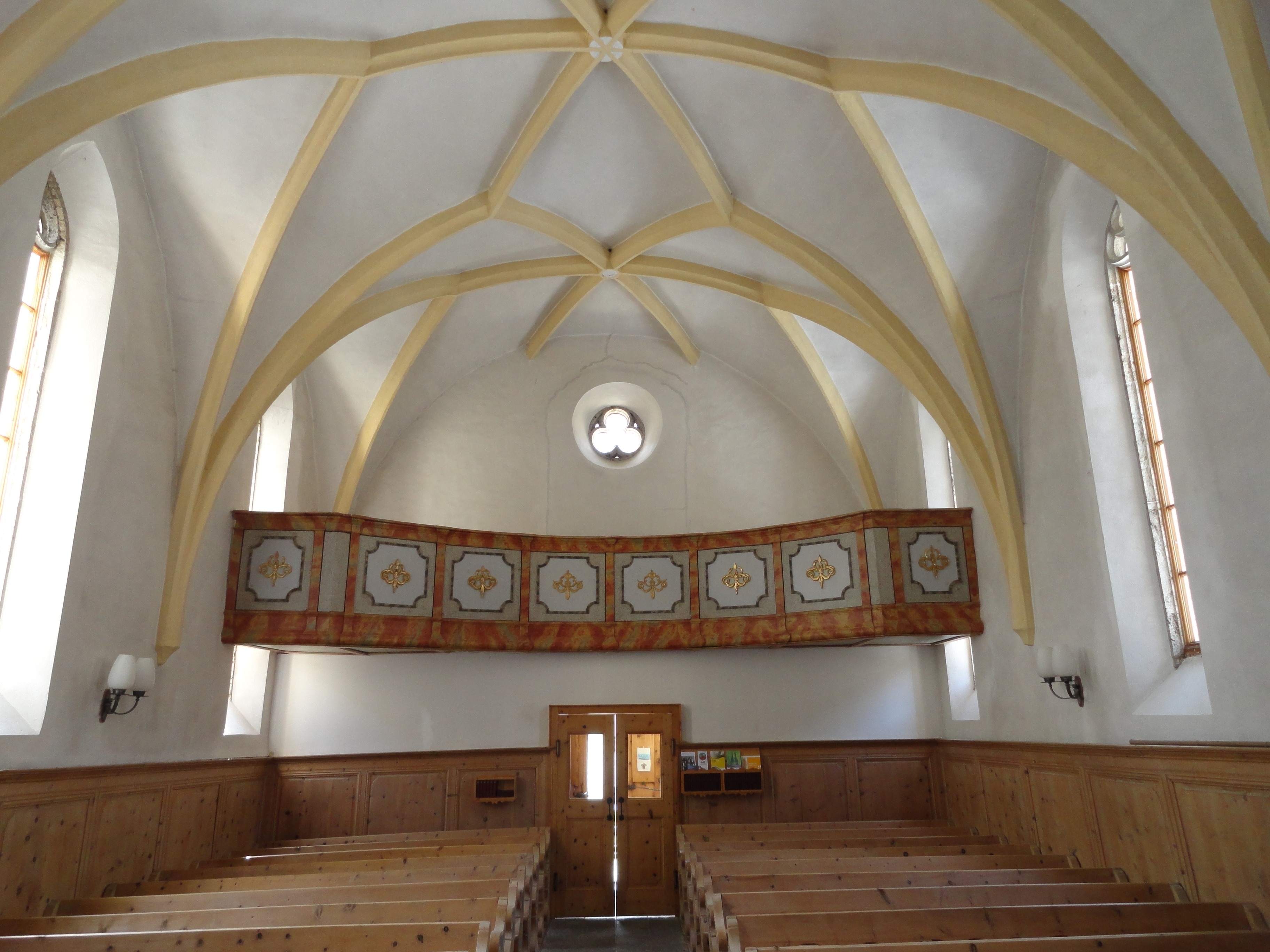
Blick zu Empore
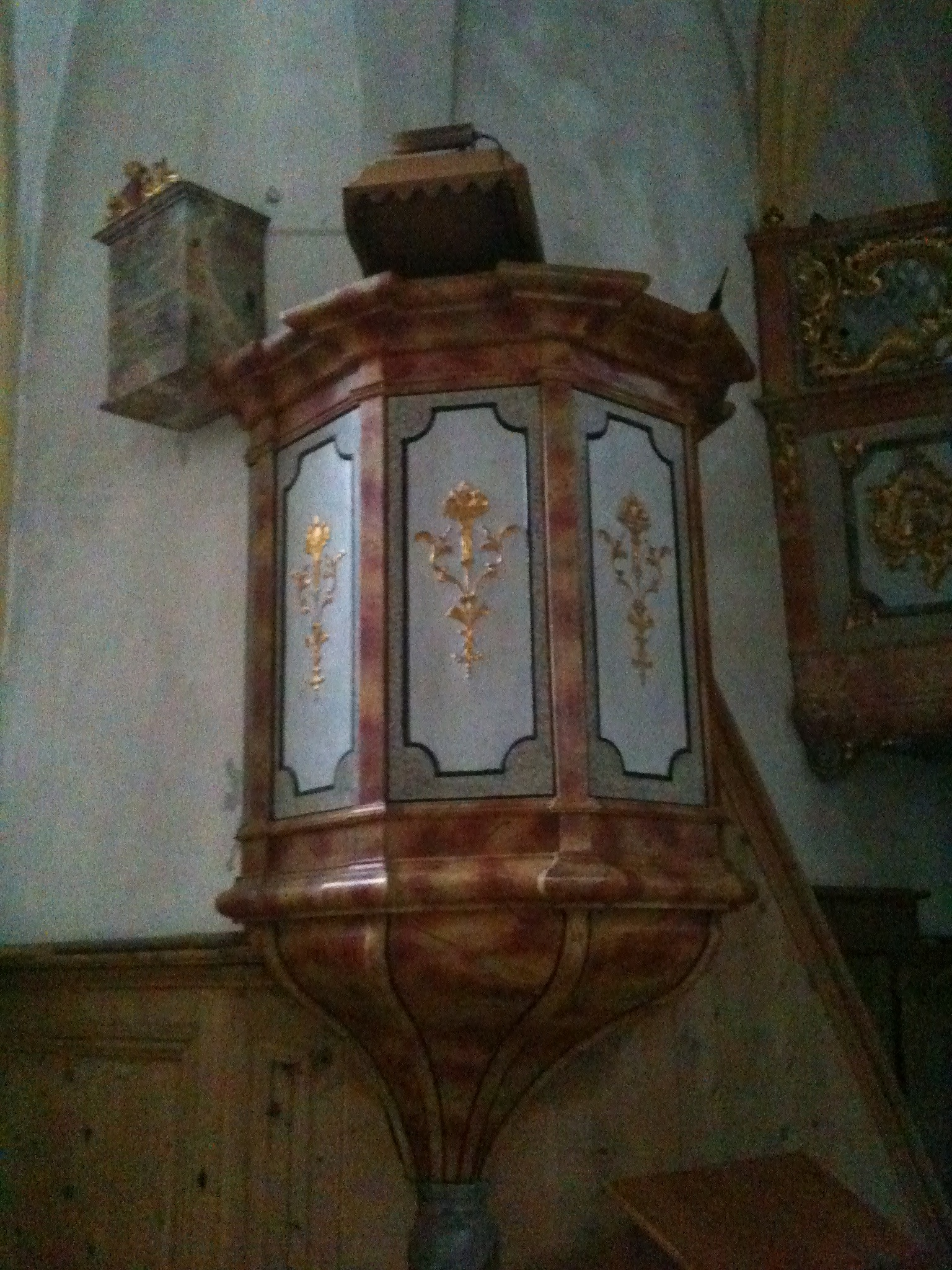
Kanzel
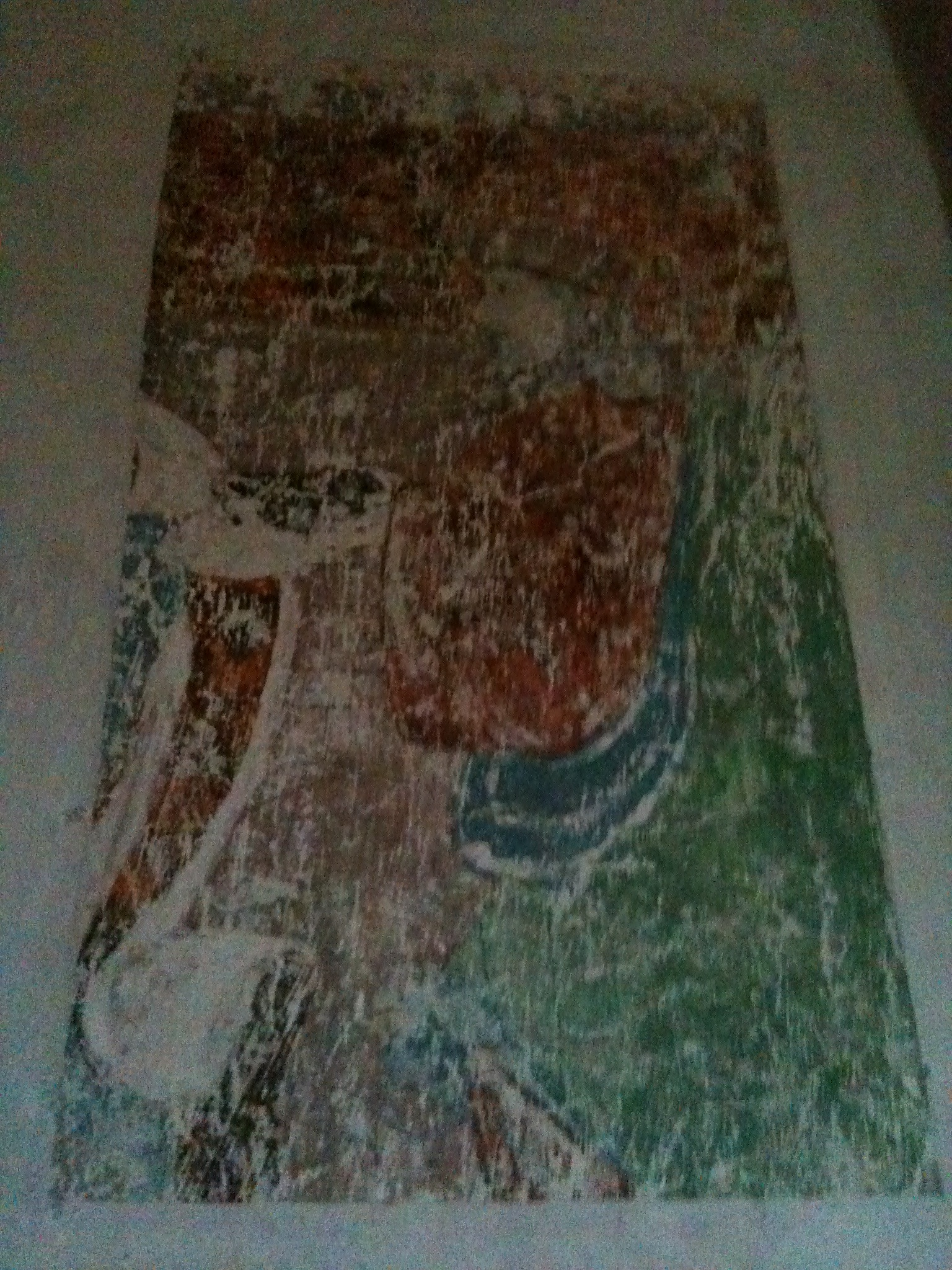
Wandgemälde seitlich im Chor